# نظرية التركيز التنظيمي
نظرية التركيز التنظيمي (RFT) هي نظرية السعي وراء تحقيق الهدف، صاغها أستاذ علم النفس في جامعة كولومبيا والباحث إي توري هيغنز حول تصورات الناس في عملية صنع القرار. تختبر نظرية التركيز التنظيمي العلاقة بين دوافع الشخص والطريقة التي يحقق بها هدفه. تفترض النظرية وجود اتجاهين منفصلين ومستقلين للتنظيم الذاتي هما الوقاية والتشجيع. (بحسب هيغينز في عام 1997).
تُطبّق هذه النظرية النفسية، مثما هو الحال بالنسبة للعديد من النظريات الأخرى في مجال التواصل، وخاصة في الحقول الفرعية للتواصل والإقناع غير اللفظي. يُقاس التركيز التنظيمي المتكرر باستخدام استبيان التركيز التنظيمي (هيغينز وزملاؤه في عام 2001) أو مقياس القوة التنظيمية. يمكن برمجة التركيز التنظيمي المؤقت أو تحريضه.

## خلفية

### نظرية المُلاءمة التنظيمية
لفهم نظرية التركيز التنظيمي من المهم فهم نظريات هيغينز الأخرى، مثل نظرية الملاءمة التنظيمية. عندما يعتقد شخص ما أن هناك شيئًا ملائمًا، سينخرط بشكل أكبر في ما يفعله، وسيمتلك شعورًا جيدًا حياله. يجب ألا تؤثر الملاءمة التنظيمية تأثيرًا مباشرًا على الحدوث التلذذي لشيء أو مناسبة ما، ولكن يجب أن تؤثر على تأكيد الشخص في رد فعله على الموضوع أو الحدث.
تقترح نظرية الملاءمة التنظيمية أن التلاؤم بين التوجه إلى الهدف والوسائل المستخدمة لمقاربته ينتج حالة من التلاؤم التنظيمي تولّد إحساسًا بالصواب حول السعي نحو الهدف، وتزيد من الارتباط بالمهمة (هيغينز في 2001 و2005). تكثف الملاءمة التنظيمية الاستجابات، مثل قيمة الموضوع المُختار، والإقناع، والرضا الوظيفي.
لا تزيد الملاءمة التنظيمية من تقييم القرار، بدلاً من ذلك عندما يشعر شخص ما بـ «الصواب» حيال قراره تنتقل تجربة «الصواب والأهمية» إلى التقييم التالي للموضوع المختار، ما يزيد من قيمته السطحية. تشير الأبحاث إلى أن تجربة «الشعور بالصواب» يمكن أن تؤثر على التقييمات بشكل رجعي أو مُسبَق. يمكن أن يحدث تلاعب إما بشكل عَرَضي (خارج سياق الاهتمام)، أو بشكل متكامل (ضمن سياق الاهتمام) بالتلاؤم التنظيمي.

### تعريف
تشير نظرية التركيز التنظيمي إلى الحالة التي يسعى فيها شخص ما إلى هدفه بطريقة تحافظ على قيمه ومعتقداته الشخصية، والمعروفة أيضًا باسم التوجه التنظيمي. تعمل هذه النظرية على المبدأ الأساسي المتمثل في تشجيع الناس للمتعة، وتجنبهم للألم، من ثم المحافظة على ملاءمتها التنظيمية بناءً على هذا المعيار.
التركيز التنظيمي هو بالأساس الطريقة التي يتعامل بها شخص ما مع المتعة، مع تجنّبه للألم. يركز التركيز التنظيمي للفرد على الحالات النهائية المرغوبة، وعلى مُحفّز النهج المستخدم للانتقال من الحالة الحالية إلى الحالة النهائية المطلوبة. تميّز هذه النظرية بين التركيز على تشجيع الآمال الإنجازات، والمعروفة أيضًا باسم المكاسب. يُعطي هذا التركيز اهتمامًا أكبر بمكاسب المستوى الأعلى مثل التقدم والإنجاز.
التركيز الآخر هو التركيز على الوقاية الذي يعتمد بشكل أساسي على السلامة، والمسؤوليات، والمعروف أيضًا باسم «عدم الخسارة». يؤكّد هذا التركيز على الأمن والسلامة عن طريق اتباع الإرشادات والقواعد.
ينظم هذان التركيزان التنظيميان التأثيرات التي سيتعرض لها أي شخص في عملية صنع القرار، ويحددان الطرق المختلفة التي يحققان بها هدفهما، كما ناقشته نظرية التركيز التنظيمي. ليس من الضروري تحديد التوجه التنظيمي للفرد، بينما يكون لدى الأفراد ميول مزمنة تجاه الترقية أو الوقاية، لكن قد لا تنطبق هذه التفضيلات على جميع الحالات. إضافة لذلك، يمكن استحداث تركيز تنظيمي معين.
يمكن أن تكون القيمة المأخوذة من التفاعل وتحقيق الهدف إيجابية أو سلبية. للقرار قيمة إيجابية عندما يحاول الناس تحقيق هدفهم بطريقة تناسب توجههم التنظيمي، وستكون له قيمة سلبية عندما يحاول الأشخاص تحقيق هدفهم بطريقة لا تتناسب مع توجههم التنظيمي. تسمح الملاءمة التنظيمية بخلق القيمة من خلال تكثيف الالتزام، اعتمادًا على أحد توجهات التركيز التنظيمية. يعتبر اتخاذ القرارات، وتحقيق الأهداف بمثابة أنشطة، ومع أي نشاط، يمكن أن يكون الأشخاص أكثر أو أقل انخراطًا. عندما يكون هذا الانخراط قويًا، يمكن أن يزيد من حدة المشاعر والقيم فيما يخص هذا النشاط، ويحدد النهج المتبع في النشاط ما إذا كان الأشخاص راضين أو غير راضين عن النتيجة، وطريقة تحقيقها.
للنظرية تداعيات ملحوظة في زيادة قيمة الحياة، على سبيل المثال، في حال وجود صراع بين الأشخاص، إذا كان كل شخص يعاني من فكرة «الملاءمة»، فسيكون كل واحد منهم راضيًا عن النتيجة وملتزمًا بها. بالمعنى الواسع، لكي يقدّر الناس حياتهم الخاصة، يجب أن يكونوا راضين و«يشعرون بالصواب» تجاه ما يفعلونه، وتجاه الطريقة التي يعملون بها. إذا لم يكن ذلك مرضيًا، يُعرَف بأنه «غير لائق»، وأن الشخص لم يصل إلى هدفه المنشود.